# 鈴鹿高等学校
鈴鹿高等学校（すずかこうとうがっこう）は、三重県鈴鹿市庄野町にある私立高等学校。

## 概要
三重県にある私立高等学校の一校であり、1963年（昭和38年）に開校した。2022年（令和4年）現在、全日制普通科のみ設置されているが、開校から1989年（平成元年）まで商業科も設置していた。普通科は「総合コース」「探究コース」「特進コース」に分かれている。

### 建学の精神
- 「誠実で信頼される人に」[4]
  - 享栄学園グループ共通の建学の精神である。これは、享栄学園の創立者である堀栄二の後を受けた堀敬文が、当学園を、誠実さを基にして生徒と教師をお互いに信頼しあえる教育の場にし、当学園で培った信頼感を社会に広げたいという思いが込められている。

## 沿革

### 略歴
鈴鹿高等学校は、1963年（昭和38年）に開校した。1970年（昭和45年）から1979年（昭和54年）まで定時制課程を設置していた。開校当初は商業科も設置していたが、1989年（平成元年）に廃止された。

### 年表
- 1962年（昭和37年）12月 - 三重県知事より鈴鹿高等学校の設置が認可される[5]。

- 1963年（昭和38年）
  - 4月 - 全日制普通科・商業科 開校（旧平田野中学校を仮校舎とする）
  - 11月 - 新校舎第一期工事竣工、旧平田野中学校より現在地へ移転

- 1965年（昭和40年）12月 - 体育館兼講堂の完成
- 1968年（昭和43年）2月 - 図書室が竣工
- 1970年（昭和45年）
  - 4月 - 鐘紡鈴鹿工場内に定時制家庭科を設置
  - 4月 - 全日制普通科・商業科ともに男女共学になる
- 1971年（昭和46年）4月 - 定時制普通科を設置
- 1973年（昭和48年）8月 - ホッケー部　全国総合体育大会に出場
- 1979年（昭和54年）
  - 3月 - 武道場（第二体育館）竣工式典
  - 3月 - 定時制課程を廃止
- 1980年（昭和55年）4月 - 特進学級を開設
- 1984年（昭和59年）4月 - 普通科にスポーツ学級を開設
- 1986年（昭和61年）4月 - 鈴鹿中学・高等学校（現在の鈴鹿中等教育学校）が開校
- 1988年（昭和63年）8月 - 山岳部　インドヒマラヤ遠征でマシロカンリ峰登頂
- 1989年（平成元年）
  - 3月 - 商業科の募集を停止
  - 5月 - 山岳部　韓国ハンラ山に五賢高校との合同登山に成功
- 1994年（平成6年）4月 - 類別体制を実施
- 1995年（平成7年）12月 - ホッケー部　東海大会で優勝
- 1998年（平成10年）3月 - 硬式野球部　第70回選抜高校野球大会に出場
- 2002年（平成14年）3月 - テニス部　全国選抜大会に出場
- 2003年（平成15年）
  - 4月 - 2期制を導入
  - 9月 - 株式会社青島設計が手掛けた40周年記念館（新体育館）完成[6]
- 2004年（平成16年）8月 - 硬式野球部　第86回全国高等学校野球選手権大会に出場
- 2007年（平成19年）4月 - 3期制に変更、同時に類体制から学年体制に移行
- 2009年（平成21年）
  - 3月 - サブアリーナ（新第2体育館）完成
  - 12月 - 株式会社青島設計が手掛けた新１号館が完成[7]
- 2017年（平成29年）3月 - 株式会社青島設計が手掛けた「情報メディア教育センター」が完成[8]
- 2018年（平成30年）3月 - ２号館・ホールのトイレを改修、５号館のトイレも簡易改修。ホールの１階を改修、「アコール」と名付け、ヤマザキショップが開店

## 基礎データ

### 所在地
- 三重県鈴鹿市庄野町1260

### アクセス
- JR関西本線 加佐登駅より徒歩で約17分。
- 近鉄鈴鹿線 平田町駅より徒歩で約18分。

### 象徴

#### スクールカラー
- 当校のスクールカラーは「紺・緑」である。

## 部活動

### 運動部
- 剣道部
- 硬式野球部
- 陸上競技部
- 硬式テニス部
- 柔道部
- サッカー部
- 山岳スキー部
- ソフトボール部
- バスケットボール部
- ラグビー部
- ソフトテニス部
- 軟式野球部
- バレーボール部
- ストリートダンス部
- 水泳部
- バドミントンサークル

### 文化部
- 写真部
- 放送部
- 和太鼓部
- 情報処理部
- 自然科学部
- 書道部
- 文芸部
- イラストデザイン部
- 美術部
- 吹奏楽部
- 茶華道部
- くぉ～れ
- 合唱部

## 歴代校長
- 初代 - 堀敬文
- 2代 - 小林良雄
- 3代 - 飯田清
- 4代 - 伴利也
- 5代 - 山川正文
- 6代 - 堀敬紀
- 7代 - 藤田敏夫
- 8代 - 山中保一
- 9代 - 堀敬紀
- 10代 - 伊藤弘
- 11代 - 山中保一
- 12代 - 的場敏尚
- 13代 - 松井愼治
- 14代 - 堀昌弘

## 享栄学園グループ
学校法人鈴鹿享栄学園
- 鈴鹿中等教育学校
- 鈴鹿高等学校

学校法人愛知享栄学園
- 享栄高等学校
- 栄徳高等学校
- 享栄幼稚園

学校法人享栄学園
- 鈴鹿大学
- 鈴鹿大学短期大学部

## 著名な出身者
- 豊田清 - 元プロ野球選手[9]
- 銀田まい - 女優
- 武田知大 - 俳優[10]
- 有沙瞳 - 元宝塚歌劇団星組娘役[11]